# Regina Ghazaryan
Regina Tadevosi Ghazaryan (Armenian: en armenio: Ռեգինա Թադևոսի Ղազարյան 17 de abril de 1915, Ereván – 6 de noviembre de 1999, Ereván) fue una pintora y figura pública. También conocida por su amigo Yeghishe Charents un benefactor, quién salvó muchos de los manuscritos de la poeta durante el régimen de Stalin.

## Biografía
Regina nació en una familia armenia sobreviviente de Genocidio Armenio de Van y su madre era noble de Yerevan (Khorasanyans). Conoció al poeta Yeghishe Charents en 1930. A los quince, Ghazaryan, huérfana, "había sido en cierta forma adoptada por Charentes como un amigo íntimo y un testigo de sus solitarias horas".

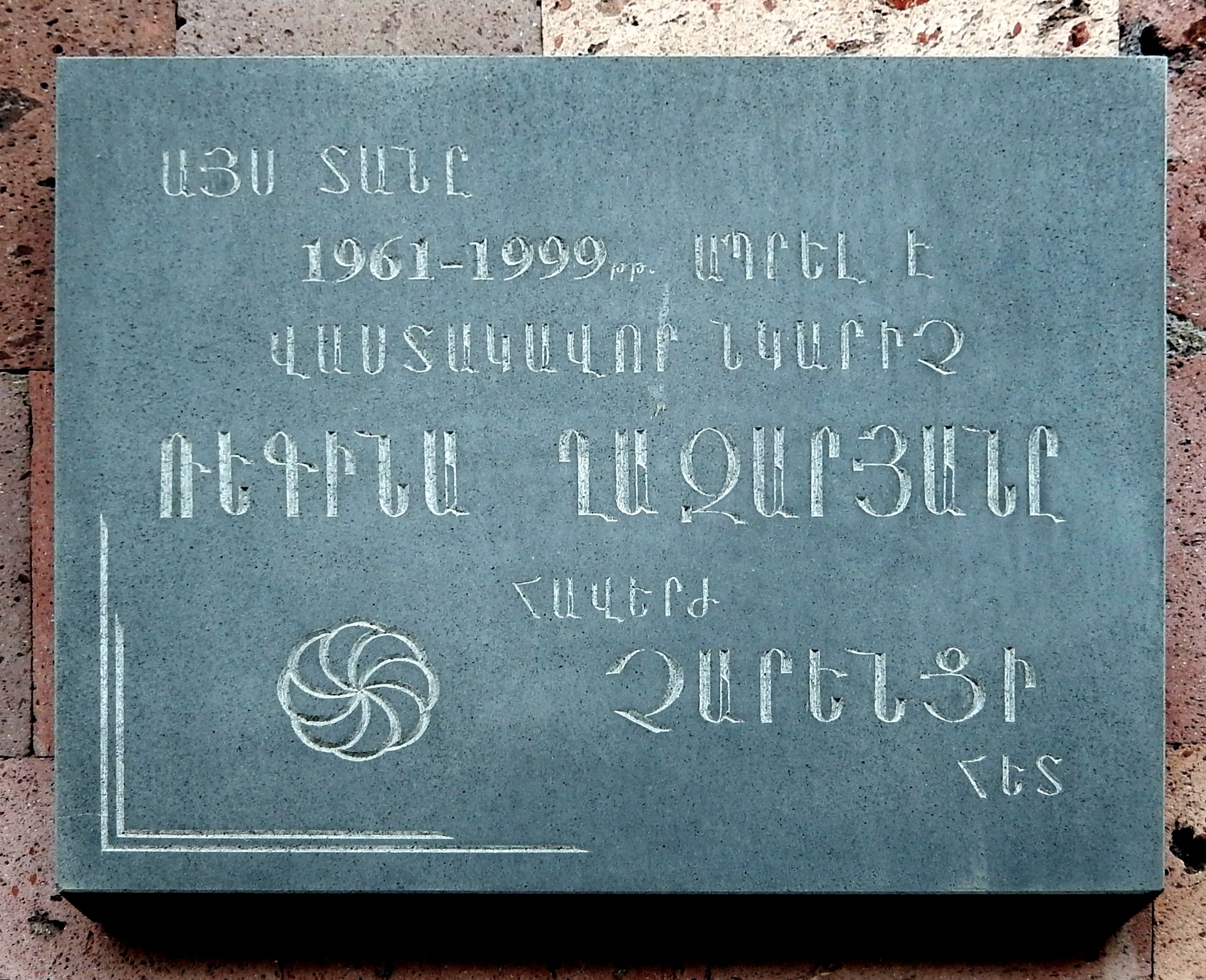

En 1937, de la celda de prisión Charents informó en secreto a su mujer Izabella que cuidara de sus escrituras, sólo a un amigo familiar, la artista Regina Ghazaryan y así se salvó de ser destruido. Después del deceso de Charents, Regina se escondió y preservó muchos de sus manuscritos (7000 líneas en total incluyendo "Réquiem a Komitas", "The Nameless", "Canciones de Otoño" y "Navzike") escondiéndolos en el jardín. Y en los 1950s se le concedió al Charents Museo de Literatura y Artes. Como piloto militar participó en la Segunda Guerra Mundial. Y luego pasó al Instituto de Yereban de Bellas Artes en 1951.
En 2009, se inauguró una placa conmemorativa en la casa en Baghramyan St. 33.ª, Ereván, donde Regina vivió y trabajó de 1961 a 1999.
Sus pinturas están exhibidas en varios museos de Armenia, incluyendo la Galería nacional de Armenia. Fue miembro de la Unión de Pintores de Armenia.

## Premios
- Ciudadana Honoraria de Yerevan (1995)
- Pintora renombrada de Armenia (1985)

## Obra
- Charents (1966)
- Aghavnadzor (1965)
- Komitas (1969)
- Aspetakan (1975)
- Paruyr Sevak
- Khaghagh tiezerk[3]

## Exposiciones personales
- Yerevan (1967, 1987, 1988)
- Gyumri (1967)
- Echmiadzin (1967)

## Obra

### Publicaciones
- Regina Ghazaryan, "Reminiscencias sobre Charents" [Husher Charentsi masin], Garun. Erevan, #1. 1987, p. 67–75

### Libros
- Charentsyan Nshkharner (1998)